# أوقستي إسحاق
أوقستي إسحاق (بالفرنسية: Auguste Isaac)‏ هو سياسي فرنسي، ولد في 6 سبتمبر 1849 في روبيه في فرنسا، وتوفي في 23 مارس 1938 في ليون في فرنسا. حزبياً، نشط في Republican Federation ‏. وقد انتخب نائب فرنسي.